# Čačanska banka Čačak
Čačanska banka  (code BELEX : CCNB) est une banque serbe qui a son siège social à Čačak, en Serbie. Elle entre dans la composition du BELEXline, l'un des indices principaux de la Bourse de Belgrade.

## Historique
La Čačanska banka Čačak a été admise au libre marché de la Bourse de Belgrade le 15 novembre 2004.

## Activités
La Čačanska banka Čačak propose un certain nombre de services bancaires pour les particuliers et pour les entreprises : dépôt, opérations de crédit, change, opérations de paiement, courtage, banque électronique, cartes de crédit, transfert d'argent etc. ; la banque est surtout représentée dans l'ouest et au centre de la Serbie.

## Données boursières
Le 12 juin 2014, l'action de la Čačanska banka valait 16 300 RSD (141,25 EUR). Elle a connu son cours le plus élevé, soit 109 500 RSD (948,89 EUR), le 13 août 2007 et son cours le plus bas, soit 4 499 RSD (38,98 EUR), le 20 décembre 2012.
Le capital de Čačanska banka Čačak est détenu à hauteur de 91,81 % par des entités juridiques, dont 28,49 % par l'État serbe, 25,00 % par la Banque européenne pour la reconstruction et le développement et 20,00 % par la Société financière internationale,.